# Andrea Gonzaga
Andrea Gonzaga (... – 1686) fu conte di San Paolo.

## Biografia
Fu il nono figlio di Ferrante II Gonzaga, duca di Guastalla, e di Vittoria Doria, figlia di Giovanni Andrea I Doria ottavo principe di Melfi.
Comprò dal padre i feudi di Serracapriola, Chieuti e San Paolo nel 1626 e divenne conte di San Paolo.
Si sposò con Laura Crispiano dei marchesi di Fusara, da cui ebbe il figlio Vincenzo futuro duca di Guastalla.

## Discendenza
Andrea e Laura ebbero sei figli:
- Giovanni (morto in giovane età), sposò Ippolita Cavaniglia, figlia di Girolamo marchese di San Marco;
- Vincenzo (18 maggio 1634 – 1714), duca di Guastalla;
- Eleonora (? – 1715), badessa del monastero di San Gregorio Armeno a Napoli;
- Chiara Vittoria (battezzata il 15 agosto 1635[2] – ?), monaca benedettina basiliana nel monastero di San Gregorio Armeno a Napoli;
- Antonia (? – 1711), badessa del monastero di San Gregorio Armeno a Napoli;
- Faustina, monaca benedettina basiliana nel monastero di San Gregorio Armeno a Napoli.

## Ascendenza
|                      |                   |                                | Genitori            |  |  | Nonni |  |  | Bisnonni           |  |  | Trisnonni            |  |
|                      |                   |                                |                     |  |  |       |  |  | Ferrante I Gonzaga |  |  | Francesco II Gonzaga |  |
|                      |                   |                                |                     |  |  |       |  |  | Ferrante I Gonzaga |  |  | Francesco II Gonzaga |  |
|                      |                   | Isabella d'Este                |                     |  |  |       |  |  | Ferrante I Gonzaga |  |  |                      |  |
| Cesare I Gonzaga     |                   |                                |                     |  |  |       |  |  | Ferrante I Gonzaga |  |  |                      |  |
|                      |                   | Isabella di Capua              | Ferrante di Capua   |  |  |       |  |  |                    |  |  |                      |  |
|                      |                   | Isabella di Capua              | Ferrante di Capua   |  |  |       |  |  |                    |  |  |                      |  |
|                      |                   | Isabella di Capua              | Antonicca del Balzo |  |  |       |  |  |                    |  |  |                      |  |
| Ferrante II Gonzaga  |                   | Isabella di Capua              |                     |  |  |       |  |  |                    |  |  |                      |  |
|                      |                   | Giberto II Borromeo            | Federico I Borromeo |  |  |       |  |  |                    |  |  |                      |  |
|                      |                   | Giberto II Borromeo            | Federico I Borromeo |  |  |       |  |  |                    |  |  |                      |  |
|                      |                   | Giberto II Borromeo            | Veronica Visconti   |  |  |       |  |  |                    |  |  |                      |  |
| Camilla Borromeo     |                   | Giberto II Borromeo            |                     |  |  |       |  |  |                    |  |  |                      |  |
|                      |                   | Margherita Medici di Marignano | Bernardino Medici   |  |  |       |  |  |                    |  |  |                      |  |
|                      |                   | Margherita Medici di Marignano | Bernardino Medici   |  |  |       |  |  |                    |  |  |                      |  |
|                      |                   | Margherita Medici di Marignano | Cecilia Serbelloni  |  |  |       |  |  |                    |  |  |                      |  |
| Andrea Gonzaga       |                   | Margherita Medici di Marignano |                     |  |  |       |  |  |                    |  |  |                      |  |
|                      | Giannettino Doria | Tomaso Doria                   |                     |  |  |       |  |  |                    |  |  |                      |  |
|                      | Giannettino Doria | Tomaso Doria                   |                     |  |  |       |  |  |                    |  |  |                      |  |
|                      | Giannettino Doria | Maria Grillo                   |                     |  |  |       |  |  |                    |  |  |                      |  |
| Gianandrea Doria     | Giannettino Doria |                                |                     |  |  |       |  |  |                    |  |  |                      |  |
|                      |                   | Ginetta Centurione             | …                   |  |  |       |  |  |                    |  |  |                      |  |
|                      |                   | Ginetta Centurione             | …                   |  |  |       |  |  |                    |  |  |                      |  |
|                      |                   | Ginetta Centurione             | …                   |  |  |       |  |  |                    |  |  |                      |  |
| Vittoria Doria       |                   | Ginetta Centurione             |                     |  |  |       |  |  |                    |  |  |                      |  |
|                      |                   | Marcantonio Del Carretto       | …                   |  |  |       |  |  |                    |  |  |                      |  |
|                      |                   | Marcantonio Del Carretto       | …                   |  |  |       |  |  |                    |  |  |                      |  |
|                      |                   | Marcantonio Del Carretto       | …                   |  |  |       |  |  |                    |  |  |                      |  |
| Zanobia Del Carretto |                   | Marcantonio Del Carretto       |                     |  |  |       |  |  |                    |  |  |                      |  |
|                      |                   | Giovanna de Leyva              | …                   |  |  |       |  |  |                    |  |  |                      |  |
|                      |                   | Giovanna de Leyva              | …                   |  |  |       |  |  |                    |  |  |                      |  |
|                      |                   | Giovanna de Leyva              | …                   |  |  |       |  |  |                    |  |  |                      |  |
|                      |                   | Giovanna de Leyva              |                     |  |  |       |  |  |                    |  |  |                      |  |